# December
December – piąty album studyjny amerykańskiego trębacza Chrisa Bottiego, wydany w 2002 roku nakładem wytwórni Columbia Records. Zawiera 13 bożonarodzeniowych utworów, głównie znanych standardów w wyjątkowych aranżacjach na trąbkę i orkiestrę.

## Lista utworów
1. "The Christmas Song"
2. "First Noel"
3. "Let It Snow, Let It Snow, Let It Snow"
4. "Hallelujah"
5. "Perfect Day"
6. "Santa Claus Is Coming To Town"
7. "O Little Town Of Bethlehem"
8. "Winter Wonderland"
9. "Little Drummer Boy"
10. "Hark! The Herald Angels Sing"
11. "Have Yourself A Merry Little Christmas"
12. "Silent Night"
13. "I'll Be Home For Christmas"

## Specjalna edycja
20 listopada 2006 roku nakładem Sony/BMG wydano specjalną edycję płyty December [2006 Edition].

## Lista utworów
1. "The Christmas Song"
2. "Ave Maria"
3. "Winter Wonderland"
4. "The First Noel"
5. "Let It Snow! Let It Snow! Let It Snow!"
6. "Hallelujah"
7. "I Really Don't Want Much for Christmas" (feat. Eric Benet)
8. "Have Yourself a Merry Little Christmas"
9. "Santa Claus Is Coming to Town"
10. "Silent Night"
11. "Little Drummer Boy"
12. "O Little Town of Bethlehem"
13. "I'll Be Home for Christmas"